# Archè
L'archè (in greco ἀρχή, che significa «principio», «origine») rappresenta per gli antichi greci la forza primigenia che domina il mondo, da cui tutto proviene e a cui tutto tornerà. Si tratta di un concetto molto ampio che viene utilizzato dai primi filosofi sotto tre diverse prospettive, o tre significati, anche se strettamente collegati tra loro.

## Elemento fondamentale
Si tratta dell'elemento materiale presente come fondamento e/o componente elementare delle cose (στοιχεῖον), ad esempio l'acqua di Talete, l'aria di Anassimene, l'apeiron di Anassimandro, il Logos di Eraclito rappresentato dal fuoco, l'atomo di Democrito e Leucippo, il numero di Pitagora.

## Principio generatore
Principio che è apparso cronologicamente/ontologicamente per primo e quindi generatore (ciò che ha prodotto il mondo, ovvero l'elemento alla base di ogni altro ente) e principio conservatore (ciò che mantiene in vita il mondo, senza di esso nulla potrebbe esistere). In questo primo significato alcuni autori vedono un "ciclo": l'arché costituisce l'origine delle cose, ciò da cui tutto proviene, e la loro destinazione, ciò a cui tutte ritornano. 
Tipico - anche se impropriamente, anzi, erroneamente - è il fuoco di Eraclito (in questo caso, in effetti, non è il fuoco il principio generatore ma è semplicemente la manifestazione prossima terrena all'αρχη, in quanto rappresenta, attraverso il suo modificarsi costantemente, il perpetuo atto del divenire e del trasformarsi, ma non è il fuoco, per Eraclito, che ha generato tutto) o l'àpeiron di Anassimandro, da cui si separano le coppie di opposte qualità ed a cui tutto ritorna nel momento della sua distruzione. 
Solo molto tardi, con Plotino ed il neoplatonismo, la cosmologia parla esplicitamente di κυκλόν, di circolo, soprattutto per indicare all'uomo qual è la vera destinazione della sua anima; ma il modello circolare è presente in moltissimi autori, come Anassimandro, i Pitagorici, Empedocle, Anassagora, Platone, e successivamente gli Stoici, Cusano, Spinoza, l'idealismo per citare i principali.

## Legge cosmica
La legge cosmica che regola la nascita e la morte di tutte le cose, come l'armonìa nei pitagorici o la dialettica amore/odio in Empedocle.
Non in tutti gli autori questi tre significati sono sempre presenti, ed in certi casi non è facile distinguerli tra loro.
In alcuni autori i tre aspetti del principio unico sono tematizzati in modo distinto: tra tutti Eraclito, per il quale il fuoco è sia origine/destinazione delle cose, sia elemento materiale primordiale da cui derivano gli altri tre elementi (acqua, aria, terra), sia legge eterna della natura. In questo terzo significato il fuoco eracliteo viene ulteriormente approfondito come λόγος, legge universale che tutto governa, l'unità degli opposti.

## La problematica dell'archè a fondamento della nascita del pensiero filosofico
Molti filosofi antichi hanno cercato di stabilire quale sia l'arché del mondo. Tra loro i più noti sono i pensatori della scuola di Mileto: Talete, per il quale l'arché corrisponde all'acqua o meglio a un elemento fluido, Anassimandro, che per primo individua l'arché in un principio astratto, l'ápeiron (ovvero l'"indefinito, illimitato"), Anassimene, che riconosce l'archè nell'aria, ed Eraclito, che nel fuoco e nel movimento per il quale nulla è permanente (panta rei, in greco πάντα ῥεῖ, ovvero "tutto scorre") vede l'origine di tutto.
L'archè è nella filosofia greca, soprattutto negli Ionici presocratici, il principio o elemento fondamentale da cui tutto ha origine, ciò che precede per tempo o per importanza, o ciò da cui si formano tutte le cose.
Il termine archè fu poi sostituito prevalentemente da quello di sostanza come ci riferisce Aristotele:
(Aristotele, "Metafisica", I, 3, 983b)
Lo stesso Aristotele conserva il termine arché, seguendo l'uso platonico, per fare una distinzione tra archè inteso come nell'antichità come principio primo, o, come lui preferisce causa prima (ratio essendi) di ogni essere, e archè come principio del conoscere (ratio cognoscendi) e con quest'ultimo significato le archai (i principi) sono le premesse delle dimostrazioni logiche. (Aristotele, Metafisica, V, 1)
Tipologicamente, le varie definizioni di arché che i filosofi hanno formulato nel corso del tempo si possono distinguere in quattro categorie:
- Ilozoismo arché come materia animata.
- Panteismo arché come forza divina (tutto è dio).
- Monismo arché come legge unica alla base di tutto ciò che esiste.
- Pluralisti cioè ipotizzano una molteplicità di arché cercando di conciliare l'Essere con il Divenire.

## Giovanni evangelista: la problematica dell'arché nel pensiero cristiano
(Vangelo secondo Giovanni, 1,1)
Nel prologo al Vangelo secondo Giovanni troviamo utilizzato lo stesso termine greco, logos, utilizzato dai filosofi per parlare della legge universale. Poiché il termine possiede un ventaglio di significati, tra cui "pensiero logico" e "capacità di parola", la traduzione tradizionale italiana con "verbo" (ricalcando il latino della Vulgata "verbum") vuole mantenere aperta l'interpretazione della frase.
L'uso di arché in questa frase riprende la traduzione della Settanta del primo versetto del libro della Genesi, in cui si racconta la creazione: «In principio, Dio creò il cielo e la terra» (Genesi, 1,1). In questo modo viene evocato un preciso parallelo con l'azione creatrice di Dio: il piano con cui Dio ha progettato l'universo si rivela nella persona stessa di Gesù Cristo. In questo senso, si parla di una "cristologia dall'alto" o cosmica, che aggiunge alla figura del Cristo la fase della vita divina, antecedente all'incarnazione.
Il tema del logos, negli scritti giovannei (che vengono tradizionalmente riferiti all'apostolo Giovanni, ma sono di autori diversi, afferenti probabilmente a una cerchia di discepoli cristiani di origine palestinese poi trasferitisi in Asia minore) è collegato ai temi teologici della vita e dello spirito.
(Prima lettera di Giovanni, 1,2)
(Vangelo secondo Giovanni, 6,63)
Una trattazione del tema dell'arché nel pensiero cristiano sfocia quindi nella cristologia, ovvero nella riflessione sul ruolo di Cristo come Figlio, ovvero la seconda persona della Trinità, nonché nella pneumatologia, riflessione teologica sullo Spirito, terza persona della Trinità. Un termine collegato è sophía, la sapienza, già vista in scritti deuterocanonici (come il libro biblico della Sapienza) o intertestamentari come un'emanazione di Dio. Questo tema, che verrà sviluppato dalla mistica ebraica e dalla cabalistica, porta nel pensiero cristiano a sviluppi come quelli della teologia del Vangelo secondo Giovanni.